# ایندیو (بازیکن فوتبال، زاده ۱۹۷۵)
ایندیو (انگلیسی: Índio؛ زادهٔ ۱۴ فوریهٔ ۱۹۷۵) بازیکن فوتبال اهل برزیل است.
از باشگاه‌هایی که در آن بازی کرده‌است می‌توان به باشگاه فوتبال فیگورنسه، باشگاه ورزشی اینترناسیونال و باشگاه فوتبال پالمیراس اشاره کرد.